# Phymanthus pinnulatum
Phymanthus pinnulatum är en havsanemonart som beskrevs av Carl Benjamin Klunzinger 1877. Phymanthus pinnulatum ingår i släktet Phymanthus och familjen Phymanthidae. Inga underarter finns listade i Catalogue of Life.